# کاتسیارینا سنیتسینا
کاتسیارینا سنیتسینا (بلاروسی: Кацярына Андрэеўна Сныціна؛ زادهٔ ۲ سپتامبر ۱۹۸۵) بازیکن بسکتبال زن قزاقستانی‌تبار اهل بلاروس بود. وی در بازی‌های المپیک تابستانی ۲۰۰۸ و ۲۰۱۶ شرکت کرده‌است.